# Pristimantis devillei
Pristimantis devillei är en groddjursart som först beskrevs av George Albert Boulenger 1880.  Pristimantis devillei ingår i släktet Pristimantis och familjen Strabomantidae. IUCN kategoriserar arten globalt som starkt hotad. Inga underarter finns listade i Catalogue of Life.